# Збоинский, Игнацы
Игнацы Антоний Збоинский (ок. 1714 — 25 февраля 1796) — государственный деятель Речи Посполитой, стольник добжинский (1744—1752), хорунжий добжинский (1752—1756), маршалок коронного трибунала (1756), староста мшанский (1771), каштелян плоцкий (1756—1777), последний воевода плоцкий (1791—1795), член Радомской конфедерации от Добжинской земли (1767).

## Биография
Представитель польского шляхетского рода Збоинских герба «Огоньчик». Сын ловчего надворного коронного Франтишека Збоинского (1680-?) и Агнешки Карнковской (1690—1740).
Занимал должности стольника добжинского (1744—1752) и хорунжего добжинского (1752—1756). В 1750 году Игнацы Антоний Збоинский был избран послом (депутатом) на сейм. В 1756 году он был избран маршалком коронного трибунала. В 1756—1777 годах Игнацы Збоинский занимал должность каштеляна плоцкого.
7 мая 1764 года Игнацы Антоний Збоинский участвовал в подписании манифеста, в котором объявлял присутствие на территории Речи Посполитой российских войск незаконным. В том же году он был избран послом от Плоцкого воеводства на элекционный сейм, где поддержал кандидатуру Станислава Августа Понятовского на польский престол.
Член конфедерации Анджея Мокроновского в 1776 году и конфедерации Четырёхлетнего сейма.
Кавалер Ордена Белого орла (1760) и Ордена Святого Станислава (1777).

## Семья и дети
Игнацы Антоний Збоинский был дважды женат. Имя его первой жены неизвестно. Дети от первого брака:
- Аниела Збоинская (1750—1787), жена с 1777 года каштеляна ковальского Антония Дезидерия Бесекерского (1743—1818)

Вторично он женился на Саломее Фундамент-Карсницкой (1724—1776), дочери подкомория велюнского Константина Фундамент-Карсницкого (1700—1765) и Софии Рокитницкой (1700—1751). Дети от второго брака:
- Константин Збоинский (род. 1750)
- Тереза Збоинская (ок. 1750—1827), жена Антония Наленча (1740—1823)
- Марианна Збоинская (ок. 1750—1784), жена подчашего плоцкого Бартоломея Краевского (1747—1810)
- Франтишек Ксаверий Збоинский (1751—1818), каштелян плоцкий, сенатор-каштелян и сенатор-воевода Царства Польского
- Ян Непомуцен Збоинский (1753—1805), староста мшанский.